# NGC 6633
NGC 6633 (również OCL 90) – gromada otwarta znajdująca się w gwiazdozbiorze Wężownika. Odkrył ją Jean-Philippe de Chéseaux w 1745 roku. Jest położona w odległości ok. 1,2 tys. lat świetlnych od Słońca.